# Braxentjärnen, Västerbotten
Braxentjärnen är en sjö i Norsjö kommun i Västerbotten och ingår i Rickleåns huvudavrinningsområde. Sjön har en area på 0,117 kvadratkilometer och ligger 262,4 meter över havet.

## Delavrinningsområde
Braxentjärnen ingår i det delavrinningsområde (719545-168620) som SMHI kallar för Inloppet i Sör-Lidsträsket. Medelhöjden är 277 meter över havet och ytan är 2,46 kvadratkilometer. Räknas de 4 avrinningsområdena uppströms in blir den ackumulerade arean 155,45 kvadratkilometer. Avrinningsområdets utflöde Rickleån mynnar i havet. Avrinningsområdet består mestadels av skog (51 procent) och sankmarker (44 procent). Avrinningsområdet har 0,13 kvadratkilometer vattenytor vilket ger det en sjöprocent på 5,4 procent.